# Mokotua
La ville de Mokotua  est une localité de la région du Southland, située dans l’Île du Sud de la Nouvelle-Zélande .

## Situation
Elle est localisée dans une zone rurale à l’est de la cité d’ Invercargill, entre les villes de Timpanys et Kapuka sur le trajet de la route Southern Scenic Route (en).
Vers le sud, se trouvent la baie de Toetoes, le lagon de Waituna (en) et la localité de Rimu est vers le nord.

## Chemin de fer
Mokotua fut autrefois le terminus du chemin de fer.
Le 16 janvier 1888, la ligne de chemin de fer de la branche de Seaward Bush (en) fut étendue à partir de la ville de ‘Waimatua’ vers celle de Mokotua, avec une gare localisée à 19,77 km à partir de la cité d’Invercargill par le rail .
Le 1er mars 1895, la nouvelle section de la ligne ouvrit avec le nouveau terminus au niveau de Gorge Road.
Les passagers à partir de la ville de Mokotua étaient transportés par des trains mixtes (en), et quand la rentabilité de la ligne déclina, ce service furent coupés et les trains mixtes ne circulèrent plus qu’une fois par semaine en 1951, avec seulement des trains de marchandises les autres jours .
Les réservations des passagers furent fermées le 1er juin 1960, et la gare de Mokotua accueillit seulement le fret local à partir de cette date.
Le fret était orienté de prédominante pour les intérêts de l’agriculture tel que l’épandage de  chaux agricole (en).
L’élimination du service passager ne sauva pas la ligne de la perte de rentabilité et elle fut fermée le 31 mars 1966.
Certains restes du ballast peuvent encore être vus dans la proximité de la ville de  Mokotua .